# 岩城宣隆
岩城 宣隆（いわき のぶたか）は、江戸時代初期の大名。出羽亀田藩2代藩主。久保田藩士多賀谷家初代。

## 生涯
天正12年（1584年）、佐竹義重の四男として生まれる。当初は多賀谷重経の養嗣子となり、長兄・義宣より偏諱を受けて多賀谷宣家（たがや のぶいえ）と名乗る。慶長5年（1600年）の関ヶ原の戦い後に多賀谷家が改易されたため、実家の佐竹家に戻る。
慶長7年（1602年）、長兄・義宣が出羽への転封となると養父・重経と共にそれに従った。久保田藩重臣となると、初め仙北白岩城主、後に山本檜山城主となる。なお、宣家が岩城家を相続した際に、多賀谷家の名跡は佐竹一門・戸村義国の次男・彦太郎隆経が相続した。
寛永5年（1628年）8月、亀田藩主で甥の岩城吉隆（佐竹義隆）が久保田藩主で兄・佐竹義宣の養嗣子となったため、その跡を継いで藩主となる。同年9月19日、江戸幕府2代将軍である徳川秀忠や、その子・家光に御目見している。
寛永11年（1634年）、宣隆に改名する。寛永20年（1643年）、山形藩主・保科正之が陸奥国会津藩に転封となる際、戸沢政盛・六郷政勝と共に山形城番を務めた。検地を行うなどして藩政の基礎を固め、明暦2年（1656年）7月25日に家督を嫡子の重隆に譲って隠居した。
寛文12年（1672年）、死去。享年89。

## 系譜
父母
- 佐竹義重（実父）
- 宝寿院（実母） - 伊達晴宗の娘
- 小野崎義昌[3]（養父）
- 多賀谷重経（養父）

正室、継室
- 珪台院（正室） - 多賀谷重経の娘
- 顕性院（継室） - 真田信繁の五女

子女
- 岩城重隆（長男） 生母は顕性院
- 岩城隆家
- 娘

養子
- 多賀谷隆経 - 戸村義国の次男